# Maximilian Krafft

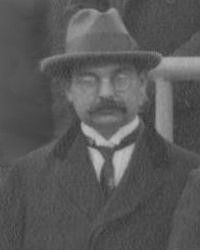
Maximilian Krafft, 1930 in Jena

Maximilian Krafft (* 3. November 1889 in Pyrbaum, Oberpfalz; † 26. Juni 1972 in Marburg) war ein deutscher Mathematiker.

## Leben
Als Sohn des praktischen Arztes R. Krafft absolviert er das Abitur in Offenbach am Main. Von 1908 bis 1913 studierte er an den Universitäten Heidelberg, München und Marburg, wo er 1913 das wissenschaftliche Lehramtsstaatsexamen ablegte und 1914 mit der von Ludwig Neumann angeregten Dissertation Zur Theorie der Faberschen Polynome und ihrer zugeordneten Funktionen zum Dr. phil. promoviert wurde.
Von 1914 bis 1916 war er Assistent an der Universität Göttingen. Von Juni 1916 bis November 1918 leistete er Kriegsdienst. Von 1920 bis 1922 war er Studienassessor. Von 1922 bis 1926 war er an der Universität Münster Assistent von Robert König (1885–1979) und nach seiner Habilitation im Jahr 1923 Privatdozent. 1926 habilitierte er sich an der Universität Marburg um, wo er 1927 nichtbeamteter außerordentlicher Professor und 1940 außerplanmäßiger Professor wurde. Im November 1933 unterzeichnete er das Bekenntnis der deutschen Professoren zu Adolf Hitler. Im Jahre 1956 trat er in den Ruhestand. Von 1962 bis 1967 war er an der Universität Frankfurt am Main Lehrbeauftragter für Geschichte der Mathematik.
Mit König verfasste er das Lehrbuch Elliptische Funktionen (W. de Gruyter, Berlin 1928), in dem sie elliptische Funktionen als meromorphe Funktion auf einer zweiblättrigen Riemannschen Fläche einführen. Auch gehen sie auf die algebraische Entwicklung der Theorie vom Funktionenkörper-Standpunkt ein (damals arithmetisch genannt, da die entsprechenden Entwicklungen von Richard Dedekind, Leopold Kronecker und Kurt Hensel und Georg Landsberg teilweise zahlentheoretisch motiviert waren).

## Veröffentlichungen
- Der Satz von der Gebietstreue. 1932
- Über ein Eulersches Verfahren zur Wurzelberechnung. 1940
- mit Francesco Tricomi: Elliptische Funktionen. 1948
- Ein neuer Beweis des Vierscheitelsatzes. 1952